# Castle Rock (Colorado)
Castle Rock és una població dels Estats Units a l'estat de Colorado. Segons el cens del 2008 tenia 44.369 habitants.

## Demografia
Segons el cens del 2000, Castle Rock tenia 20.224 habitants, 7.226 habitatges, i 5.542 famílies. La densitat de població era de 247 habitants per km².
Dels 7.226 habitatges en un 45,7% hi vivien nens de menys de 18 anys, en un 65,3% hi vivien parelles casades, en un 8,2% dones solteres, i en un 23,3% no eren unitats familiars. En el 17,6% dels habitatges hi vivien persones soles el 3,7% de les quals corresponia a persones de 65 anys o més que vivien soles. El nombre mitjà de persones vivint en cada habitatge era de 2,78 i el nombre mitjà de persones que vivien en cada família era de 3,18.
Per edats la població es repartia de la següent manera: un 31,6% tenia menys de 18 anys, un 6,9% entre 18 i 24, un 38,2% entre 25 i 44, un 18,6% de 45 a 60 i un 4,7% 65 anys o més.
L'edat mediana era de 32 anys. Per cada 100 dones de 18 o més anys hi havia 97,6 homes.
La renda mediana per habitatge era de 64.138 $ i la renda mediana per família de 72.563 $. Els homes tenien una renda mediana de 47.626 $ mentre que les dones 32.328 $. La renda per capita de la població era de 26.760 $. Entorn del 2,5% de les famílies i el 3,6% de la població estaven per davall del llindar de pobresa.

## Poblacions més properes
El següent diagrama mostra les poblacions més properes.